# Dolné Strháre
Dolné Strháre (węg. Alsóesztergály) – wieś (obec) na Słowacji położona w kraju bańskobystrzyckim, w powiecie Veľký Krtíš. Pierwsze wzmianki o miejscowości pochodzą z 1244 roku.
Według danych z dnia 31 grudnia 2012 roku, wieś zamieszkiwały 183 osoby, w tym 90 kobiet i 93 mężczyzn.
W 2001 roku rozkład populacji względem narodowości i przynależności etnicznej wyglądał następująco:
- Słowacy – 93,68%
- Czesi – 0,57%
- Romowie – 3,45%
- Węgrzy – 1,72%

Ze względu na wyznawaną religię struktura mieszkańców kształtowała się w 2001 roku następująco:
- Katolicy rzymscy – 40,23%
- Grekokatolicy – 1,72%
- Ewangelicy – 44,25%
- Ateiści – 9,2%
- Nie podano – 0,57%